# Flash Gordon (pel·lícula)
Flash Gordon és una pel·lícula de superherois estatunidenca del 1980 dirigida per Mike Hodges, basada en la tira còmica del mateix nom de King Features creada per Alex Raymond. Fou protagonitzada per Sam J. Jones, Melody Anderson, Ornella Muti, Max von Sydow i Topol, amb Timothy Dalton, Mariangela Melato, Brian Blessed i Peter Wyngarde en papers secundaris. La pel·lícula segueix el quarterback estrella Flash Gordon (Jones) i els seus aliats Dale Arden (Anderson) i Hans Zarkov (Topol) mentre uneixen les faccions en guerra del planeta Mongo contra l'opressió de Ming el despietat (von Sydow), que té la intenció de destruir la Terra.
El productor Dino De Laurentiis, que anteriorment havia supervisat dues adaptacions de còmics més, Diabolik i Barbarella (ambdues de 1968), havia tingut interès a fer una pel·lícula Flash Gordon des de la dècada de 1960. Després que George Lucas declinés encarregar-se de la direcció (donant com a resultat la creació de Star Wars) i una versió que havia de ser dirigida per Federico Fellini no va entrar en producció, De Laurentiis va contractar el director Nicolas Roeg i l'escriptor d'Enter the Dragon Michael Allin va dirigir el desenvolupament de la pel·lícula el 1977, però els va substituir per Hodges i Lorenzo Semple Jr., que havien escrit el guió del remake de De Laurentiis de  King Kong, a causa de la seva insatisfacció amb la visió de Roeg de la pel·lícula.
Flash Gordon es va rodar principalment a la Gran Bretanya, fins i tot en diversos escenaris sonors a Elstree i Shepperton Studios, i utilitza un estil camp similar a la sèrie de televisió dels anys 60 Batman (que Semple va desenvolupar). A causa d'una discussió amb De Laurentiis, Jones va abandonar la pel·lícula abans del final de la fotografia principal, la qual cosa va fer que gran part del seu diàleg fos doblat per l'actor Peter Marinker; les circumstàncies de la sortida de Jones del projecte i la seva carrera després del seu llançament són els temes clau del documental Life After Flash. La pel·lícula destaca per la seva banda sonora de la banda de rock Queen, amb seccions orquestrals de Howard Blake.
Tot i que va ser un èxit de taquilla tant al Regne Unit com a Itàlia, Flash Gordon va tenir un mal rendiment en altres mercats. La recepció crítica durant i després de l'estrena inicial de la pel·lícula ha estat generalment favorable, i ha estat des de llavors va guanyar un estatus de culte.

## Argument
Per alleujar el seu avorriment, l'emperador Ming el despietat del planeta Mongo comença la destrucció de la Terra provocant des de lluny desastres naturals. A la Terra, l'estrella del futbol Gregory "Flash" Gordon puja a un avió petit i coneix l'agent de viatges Dale Arden. A mig vol, la cabina és colpejada per un meteor i els pilots moren. Flash pren el control i aconsegueix aterrar en un hivernacle propietat de l'antic científic de la NASA, el Dr. Hans Zarkov. Zarkov creu que els desastres estan sent causats pels extraterrestres que empenyen la Lluna cap a la Terra. En secret ha construït una nau espacial per investigar els atacs. Incapaç de fer-ho sol, Zarkov atrau Flash i Dale a bord. Vola amb ells a Mongo, on són capturats per les tropes de Ming.
Després de veureel trio, en Ming s'enamora de Dale i ordena que s'executi Flash. A l'últim moment, la filla de Ming, la princesa Aura salva en Flash, de qui s'enamora a primera vista. Mentre escapen, a Zarkov li renta el cervell Klytus, el cap de la policia secreta. Aura i Flash fugen a Arboria, regne del príncep Barin. Tancat a la cambra de Ming, Dale escapa i Zarkov és enviat a interceptar-la. Tanmateix, Zarkov revela que va resistir el rentat de cervell i que escapa de Mingo City amb Dale. Ràpidament són capturats pels falconers del príncep Vultan i portats a Sky City.
Aura i Flash arriben a Arboria. L'Aura demana al príncep que mantingui el Flash estalvi. Barin desconfiat, enamorat de l'Aura, accepta no matar Flash, però després l'obliga a jugar un mortal joc d'atzar. Amb les probabilitats en contra, Flash aprofita aquesta oportunitat per escapar. Barin el segueix, i tots dos són capturats pels falcons.
L'Aura torna i és presa presonera i torturada per Klytus i el general Kala per la seva traïció. Mentrestant, Ming prepara el seu casament amb Dale. Flash i Barin són portats a Sky City, on Flash i Dale es reuneixen breument. Flash es veu obligat a lluitar contra Barin en un combat a mort. Tanmateix, Flash salva la vida d'en Barin, fent que Barin s'uneixi a ell. Klytus arriba, i Flash i Barin el maten. Sabent que això comportarà retribució, Vultan i els falcons evacuen, deixant enrere en Barin, Flash, Dale i Zarkov. El vaixell de Ming arriba i captura en Barin, Zarkov i Dale. Impressionat amb Flash, Ming li ofereix el domini de la Terra a canvi de lleialtat. Flash es nega i Ming dona l'ordre de destruir el regne de Vultan juntament amb Flash. Trobant una motocoet, Flash escapa abans que Sky City sigui destruïda.
Flash contacta amb Vultan i planegen un atac a Mingo City. Per defensar la ciutat, el general Kala envia el coet de guerra Ajax, que és emboscat i capturat pels falcons. Mentrestant, la princesa Aura domina la seva guàrdia i allibera Barin i Zarkov de la cambra d'execució. Flash i els falconers ataquen Mingo City amb Ajax i Kala activa les defenses quan comença el casament de Ming i Dale. El camp de llamps de Mingo City només es pot penetrar fent-hi volar Ajax a una velocitat suïcida. Flash s'ofereix per romandre al capdavant per assegurar l'èxit i permetre que els falcons envaeixin la ciutat.
Barin i Zarkov entren a la sala de control i s'enfronten a Kala. En la baralla següent, Barin la dispara i la mata.
Després de lluitar contra els guàrdies de Ming, en Barin també aconsegueix desactivar el camp de llamps abans que l'Ajax el colpegi. Flash fa volar el coet cap a la sala de noces de la ciutat i empala Ming. Flash ofereix perdonar-li la vida si atura l'atac a la Terra. En Ming es nega i intenta fer servir el seu anell de poder a Flash, però trontolla i no passa res. Aleshores apunta l'anell cap a si mateix i sembla que es vaporitza pel seu poder restant. Segueix una celebració de la victòria.
Barin i Aura es converteixen en els nous líders en lloc de Ming. Barin nomena Vultan el general dels seus exèrcits. Flash, Dale i Zarkov parlen de tornar a la Terra. Zarkov diu que no sap com tornaran, però ho intentaran.
Mentrestant, l'anell de Ming és recollit per una persona invisible. El riure malvat de Ming s'escolta de prop després.

## Repartiment
- Sam J. Jones com a Flash Gordon
- Melody Anderson com a Dale Arden
- Max von Sydow com a emperador Ming el despietat
- Topol com a Hans Zarkov
- Ornella Muti com a Princess Aura
- Timothy Dalton com a príncep Barin
- Brian Blessed com a Príncep Vultan
- Peter Wyngarde com el general Klytus
- Mariangela Melato com el general Kala
- Richard O'Brien com a Fico
- John Osborne com a sacerdot Arborian
- Philip Stone com a Zogi el gran sacerdot
- John Hallam com el general Luro
- Suzanne Danielle com a Seventa
- John Morton com a pilot de línia aèria
- William Hootkins com a Munson, assistent del Dr. Zarkov
- Robbie Coltrane com a Home at Airfield[8]
- Peter Duncan com el jove Treeman
- John Hollis com a observador número 2 de Klytus
- Leon Greene com a coronel de la sala de control de batalla
- Tony Scannell com a oficial de Ming
- Bogdan Kominowski com a tinent de la Força Aèria de Ming
- George Harris com a Príncep Thun
- Deep Roy com a Fellini, la mascota de la princesa Aura
- Bob Goody com a home d'Azur
- Kenny Baker com a nan
- Malcolm Dixon com a nan

## Producció

### Desenvolupament
Des de la dècada de 1960, el productor De Laurentiis, després d'haver produït Diabolik i Barbarella, es va interessar a fer una pel·lícula basada en Flash Gordon. Inicialment, De Laurentiis volia que el director italià Federico Fellini dirigís la pel·lícula; tot i que Fellini va optar als drets de Flash Gordon de De Laurentiis, mai va fer la pel·lícula. George Lucas va intentar fer una pel·lícula de Flash Gordon als anys 70; com que no va poder adquirir els drets de De Laurentiis, aleshores Lucas va decidir crear Star Wars. Aleshores, De Laurentiis va contractar Nicolas Roeg per fer la pel·lícula. Roeg era admirador de les tires còmiques originals d'Alex Raymond i va passar un any treballant en la preproducció. Tanmateix, De Laurentiis no estava satisfet amb el tractament que Roeg va fer a Flash Gordon, i Roeg va abandonar el projecte. De Laurentiis també va considerar contractar Sergio Leone per dirigir la pel·lícula Flash Gordon; Leone es va negar, perquè creia que el guió no era fidel a les tires còmiques originals de Raymond.
Aleshores De Laurentiis va contractar Mike Hodges per dirigir-la. Els luxosos decorats i vestits van ser dissenyats per Danilo Donati.
Lorenzo Semple Jr. va escriure el guió. Més tard va recordar:
| « | Dino volia fer que Flash Gordon fos humorístic. Aleshores, vaig pensar que era un possible camí a seguir, però, en retrospectiva, em vaig adonar que era un terrible error. Vam seguir jugant amb el guió, intentant decidir si era divertit o realista. Va ser una cosa catastròfica, amb tants diners implicats... Mai vaig pensar que el personatge de Flash al guió fos especialment bo. Però no hi havia pressió per millorar-lo. Dino tenia una visió d'un personatge de còmic tractat amb un estil còmic. Això va ser una ximpleria, perquè Flash Gordon no va ser mai divertit. Tota la pel·lícula es va descontrolar. | » |

### Rodatge
Segons una entrevista de 2012 a Maxim, Sam J. Jones va tenir algun tipus de desacord amb De Laurentiis i va marxar abans de la postproducció, la qual cosa va donar lloc a que una part substancial del seu diàleg fos doblat per la veu professional i l'actor dramàtic Peter Marinker; la identitat de la qual es va considerar desconeguda durant molt de temps, fins i tot per Jones. Es va proposar una seqüela, però la sortida de Jones efectivament va acabar amb aquestes perspectives. L'escena del camp d'aviació al començament de la pel·lícula, tot i que ambientada als Estats Units, va ser disparat al camp d'aviació de Broadford a Skye, Escòcia.

## Banda sonora
La banda sonora de la pel·lícula va ser composta i interpretada pel grup de rock Queen. Flash Gordon va ser un dels primers llargmetratges d'alt pressupost que va utilitzar una partitura composta i va ser interpretada principalment per una banda de rock (un exemple anterior és Tommy de The Who), 1975). Howard Blake va compondre peces addicionals de partitura orquestral. Les peces de Blake de la pel·lícula s'han publicat en CD, juntament amb la seva partitura d’Amityville 3-D.

## Llançament
La pel·lícula es va estrenar originalment a Amèrica del Nord a través d'Universal Studios. Universal ha conservat els drets nacionals de cinema i de vídeo domèstic, mentre que els drets internacionals van passar a través de diferents distribuïdors, que finalment resideixen a StudioCanal. Tanmateix, el distribuïdor de la pel·lícula al Regne Unit, Thorn EMI, controlava els drets de televisió dels Estats Units. Tot i que StudioCanal actualment té aquests drets a causa de la propietat de la filmoteca EMI, els va concedir una llicència a MGM per a la sindicació als Estats Units.

## Recepció

### Taquilla
Flash Gordon es va estrenar a 825 pantalles als Estats Units i Canadà i va recaptar 3.934.030 dòlars el cap de setmana d'obertura, acabant al primer lloc de la taquilla dels EUA. El cap de setmana següent, la pel·lícula va tenir menys bons resultats, amb una caiguda del 50% en brut. En el seu tercer cap de setmana, la seva mitjana bruta va caure un 20% més, però va recaptar 2.394.000 dòlars en 1.400 pantalles. Per la quart cap de setmana es retirava dels principals mercats i havia recaptat 14,3 milions de dòlars en els seus primers 24 dies. Va guanyar 27.107.960 dòlars bruts als Estats Units i al Canadà. Va tenir una projecció molt forta al Regne Unit, amb una recaptació de gairebé 14 milions de £. A més, la pel·lícula va tenir un bon rendiment a Itàlia, gràcies a les dues actrius italianes destacades en els crèdits.

### Recepció crítica
La pel·lícula va rebre crítiques positives en general, amb una puntuació d'aprovació del 83% a l'agregador de ressenyes de pel·lícules Rotten Tomatoes, basat en 52 ressenyes. La pel·lícula va ocupar el lloc 88 a la llista de Rotten Tomatoes Journey Through Sci-Fi (100 pel·lícules de ciència-ficció amb millors ressenyes).
La pel·lícula va trobar el reconeixement d'alguns crítics de cinema, com ara Pauline Kael de The New Yorker. Kael va descriure que Flash Gordon tenia «alguna de les vertigens agradables i conscients dels moviments ràpids de les pel·lícules de James Bond... El director, Mike Hodges, s'endinsa directament en la sensibilitat de les historietes i ritme». Roger Ebert també va elogiar Flash Gordon, afirmant «Flash Gordon es intepretada per riure, i sàviament... Això és l'òpera espacial, un gènere inventat per Edgar Rice Burroughs i Hugo Gernsback i altres homes d'imaginació il·limitada amb habilitats definitivament limitades. És divertit veure'l fet amb energia i amor i sense l'aparell pseudo-significatiu de La Força i Trekkie Power... És divertit? Sí, una mica, ho és».
En canvi, Leslie Halliwell va escriure el 1981 que la pel·lícula era «una altra addició al nombre creixent d'aquestes coses que es van tornar a muntar amb un cost enorme cinquanta anys després del seu primer moment». Richard Combs a Monthly Film Bulletin la va anomenar «una glosa costosa i irrellevant sobre les seves fonts». Godfrey Fitzsimmons de The Irish Times va dir que «Flash Gordon és una mescla...l'humor no és gaire divertit i gran part de l'element "serios" és hilarant, la qual cosa fa que sigui una pel·lícula insatisfactòria». Von Sydow (Ming) va rebre molts elogis per la seva actuació, però Jones (Gordon) va ser nominat als Premis Golden Raspberry en la categoria de pitjor actor. Abans de l'estrena de la pel·lícula als cinemes, es va plantejar una seqüela i, segons Brian Blessed al comentari del DVD de la Regió 2 de Flash Gordon – Silver Anniversary Edition, la seqüela s'havia d'ambientar a Mart com a possible actualització de la molt reeixida sèrie d’Universal Pictures Flash Gordon protagonitzada per Buster Crabbe.
Christopher John va ressenyar Flash Gordon a la revista Ares número 6, comentant que "Flash Gordon «podria haver estat una bona pel·lícula, però els plans barats, interpretacions desiguals i la història massa familiar han destruït el que podria haver estat un nou clàssic».
En ressenyar la pel·lícula per a The Encyclopedia of Fantasy, John Grant va declarar que la pel·lícula va ser «més aviat maldestra en els seus intents de paròdia» i que va fer utilitzar «una estridència descarnada per compensar uns efectes especials espantosos»; va concloure que Flash Gordon «és un tòpic cridaner l'encant del qual no s'ha de subestimar». John Clute va donar a Flash Gordon una crítica mixta, dient que «els efectes especials són fantàstics» i elogiant les seqüències d'acció, però va expressar el seu disgust pel to humorístic i autoconscient de Flash Gordon, i va afegir que els actors «estan tots actuant, i ho sabem». Peter Nicholls a The Encyclopedia of Science Fiction va donar un veredicte negatiu sobre  Flash Gordon: «A part dels vestits fetitxistes... hi ha poc interès en aquesta fantasia idiota i escabrosa, que intenta fer una virtut de la historieta de l'actuació envarada". The Aurum Film Encyclopedia també va donar a la pel·lícula una crítica negativa, afirmant que era impossible a suspendre la incredulitat a la pel·lícula: «Hodges posa un coneixement i una literalitat que funciona completament en contra del sentit de la poesia pulp tan essencial si volem creure en Flash». També va descriure el guió de Semple com «igualment insípid, malgrat els seus enginys ocasionals». Ressenyant Flash Gordon pel lloc web The Dissolve, Keith Phipps va declarar: «Flash Gordon'  és, com Batman, entretinguda per als nens i un tipus d'entreteniment diferent per als adults, que s'adonen de la bogeria... Però hi ha més que una olor de condescendència també, com si fos ridícul fins i tot considerar la visió de Raymond d'herois i malvats enfrontats com qualsevol cosa menys comèdia».

## Seguici de culte
Flash Gordon s'ha convertit des d'aleshores en un clàssic de culte amb els fans de la ciència-ficció i la fantasia. És un dels favorits dels directors Edgar Wright i Taika Waititi, amb Wright que ha utilitzat la pel·lícula com una de les influències visuals de Scott Pilgrim vs. The World. L'aclamat dibuixant de còmics Alex Ross anomena la pel·lícula com la seva pel·lícula preferida de tots els temps. Va pintar la portada de l'edició de 2007 del DVD "Savior of the Universe Edition" de la pel·lícula, i va protagonitzar un llargmetratge per parlar àmpliament sobre el seu afecte per la pel·lícula. Segons Brian Blessed, també era la pel·lícula preferida d'Elizabeth II, que la veia amb els seus néts cada Nadal.
A la comèdia de Seth MacFarlane del 2012 Ted, els personatges de Ted (MacFarlane) i John (Mark Wahlberg) són fans de Flash Gordon , i es fa referència diverses vegades al llarg de la pel·lícula. Jones (interpretant-se a si mateix) també apareix a la pel·lícula durant una seqüència de festa maníaca i a la conclusió de la pel·lícula. També apareix a la seqüela Ted 2.El músic d’horror punk Wednesday 13 basa la cançó "Hail Ming" del seu àlbum The Dixie Dead (2013) en la pel·lícula.
L'actuació de Blessed com el príncep Vultan va albergar el veterà actor d'escenari i pantalla a la consciència col·lectiva del Regne Unit per pronunciar una sola frase: "Gordon està viu?!" – que, 40 anys després, segueix sent la citació més repetida, reutilitzada i reciclada tant de la pel·lícula com de la carrera de Blessed.
El còmic de Dynamite Entertainment Flash Gordon: Zeitgeist es va basar en diversos elements de la pel·lícula de 1980, inclosa la reaparició del vilà Klytus (que no apareix a les tires còmiques originals). En aquesta adaptació, Klytus torna a ser el principal secuaz de Ming. El còmic de Dynamite de 2014 Flash Gordon també contenia diverses al·lusions al pel·lícula, inclòs fer que Vultan digui la frase "Gordon's alive?!".
El 2018 es va estrenar internacionalment al Festival de Cinema de Chattanooga, Life After Flash, un llargmetratge documental dirigit per Lisa Downs i produït per Ashley Pugh, seguit de l'estrena europea al 72è Festival Internacional de Cinema d'Edimburg. Life After Flash no sols celebra el clàssic de 1980 amb entrevistes amb repartiment, equip i fans com Melody Anderson, Brian Blessed, Peter Wyngarde, Mark Millar, Robert Rodriguez, Stan Lee i Brian May, sinó que també explora les conseqüències de quan l'estrella Sam J. Jones es va enfrontar a un dels productors més poderosos de Hollywood: Dino De Laurentiis. Va ser llançat a tot el món el 2019.

## En altres mitjans
Una adaptació del còmic, escrita per Bruce Jones i il·lustrada per l'artista clàssic de Flash Gordon Al Williamson (ell mateix no és un fan de la pel·lícula a causa del seu caràcter camp, els nombrosos canvis de guió i les alteracions resultants a la seva obra d'art), fou publicada per Western Publishing coincidint amb l'estrena de la pel·lícula. Es va publicar en tres números del còmic Flash Gordon (núms. 31–33) i es va publicar en una única edició de tapa tova i de tapa dura de gran format.
L'any 1980 es va publicar una novel·lització de la pel·lícula d'Arthur Byron Cover.
Per coincidir i promocionar la pel·lícula, Bally Manufacturing va produir i llançar una Màquina de pinball Flash Gordon a principis de 1981.
Sirius Software va desenvolupar una adaptació de videojoc per a l'Atari 2600 i va ser publicada per 20th Century Fox Games el 1983.

## Mitjans domèstics
La pel·lícula es va estrenar el 1981 en VHS, Betamax i MCA DiscoVision, i es va tornar a estrenar el 1998 tant en Laserdisc com en DVD de la Regió 1 via Universal. Va ser llançat a la Regió 2 el 2001 (Japó) i de nou el 2005 (Regne Unit/Europa), amb el llançament del 2005 amb comentaris de Brian Blessed guanyant el premi "Comentari de l'any" de Hotdog Magazine pel seu humor i entusiasme. Universal Pictures va llançar un DVD "Savior of the Universe Edition" a Amèrica del Nord el novembre de 2007 per coincidir amb la nova sèrie de televisió de The Sci Fi Channel. Aquesta edició especial no inclou les entrevistes del repartiment i de l'equip del llançament de la Regió 2.
A l'octubre de 2007, es va estrenar una transferència de la pel·lícula en alta definició al canal de cable/satèl·lit MGM HD.
El novembre de 2007, Sam J. Jones i Melody Anderson van crear junts una nova pista de comentaris per a l'edició en DVD de StudioCanal de la pel·lícula. Flash Gordon es va publicar a Blu-ray el 15 de juny de 2010.
El 2012, Universal va llançar Flash Gordon en un DVD de quatre funcions juntament amb Battlestar Galactica: Saga of a Star World, The Last Starfighter i Dune.
Ted vs. Flash Gordon: The Ultimate Collection es va estrenar en Blu-ray més Digital HD el maig de 2016, amb aquesta pel·lícula i les versions sense classificació de Ted i Ted 2.
StudioCanal va tornar a estrenar la pel·lícula en Blu-ray i 4K Blu-ray el 3 d'agost de 2020, procedent d'una nova restauració 4K del negatiu original de la càmera, que va ser aprovada pel director Mike Hodges.

## Premis
- Premi Saturn

Nominat: Millor vestuari
Nominada: Millor pel·lícula de ciència-ficció
Nominat: Millor actor secundari
- Premis BAFTA

Nominada: Millor disseny de vestuari
Nominada: Millor música de pel·lícula original
- Premis Golden Raspberry

Nominat: Pitjor actor (Sam J. Jones)

## Reinici
Des del 2014, s'està treballant una nova pel·lícula Flash Gordon. 20th Century Fox va contractar JD Payne i Patrick McKay com a guionistes, mentre que es va parlar amb Matthew Vaughn per dirigir-la. Mark Protosevich va ser contractat per reescriure el guió de la pel·lícula el gener de 2016. L'octubre de 2018, el director d'Overlord Julius Avery va ser reclutat com a director.
Una pel·lícula d'animació estava en desenvolupament a Disney/Fox escrita i dirigida pel director de Thor: Ragnarok, Taika Waititi. L'agost de 2019, la pel·lícula d'animació es va cancel·lar, però el juliol de 2021, la pel·lícula es va recuperar amb el pla de fer-la en imatge real.